# Taylor Harwood-Bellis
Taylor Jay Harwood-Bellis (* 30. Januar 2002 in Stockport) ist ein englischer Fußballspieler, der aktuell von Manchester Citys U23 an den FC Southampton verliehen und für die englische U21-Nationalmannschaft aktiv ist.

## Karriere

### Verein
Harwood-Bellis begann seine fußballerische Ausbildung im Alter von sechs Jahren bei Manchester City. Dort stand er 2017/18 bereits zweimal im Kader der U18. In der Folgesaison gab er bereits sein Debüt für die U23-Mannschaft, als er gegen Derby County in der Startelf stand und seine Mannschaft mit 3:2 siegte. In der gesamten Saison 2018/19 spielte er zehn Ligaspiele für die U18 und weitere zehn für die U23. Bei einem 4:1-Sieg über den FC Liverpool U23, schoss er, am vierten Spieltag der darauf folgenden Saison, sein erstes Tor in der Premier League 2. Nur wenige Monate später wurde er im Champions-League-Gruppenspiel gegen Dinamo Zagreb kurz vor Schluss für Nicolás Otamendi eingewechselt und gab somit sein Profidebüt für die Herren. Die gesamte Saison beendete er mit 14 U23-Einsätzen, fünf Einsätzen in der UEFA Youth League, einem für die U18 und diesem einen in der „Königsklasse“. Nach acht weiteren Einsätzen (zwei Tore) für die U23, wurde er in der Winterpause an den Zweitligisten Blackburn Rovers verliehen. Am 6. Februar 2021 (28. Spieltag) debütierte er nach Einwechslung gegen die Queens Park Rangers in der Championship. Die Saison 2020/21 beendete er mit 19 Einsätzen für seinen Leihklub. Nach seiner Rückkehr zu ManCity wurde er für die Saison 2021/22 nach Belgien an den RSC Anderlecht verliehen. Am 25. Juli 2021 (1. Spieltag) stand er gegen die Royale Union Saint-Gilloise in der Startelf und gab somit sein Debüt in der Division 1A. Nach 16 Einsätzen in 21 möglichen Ligaspielen sowie drei Qualifikationsspielen zur Conference League wurde seine Leihe im Januar 2022 abgebrochen und er wurde an Stoke City weiterverliehen. Harwood-Bellis bestritt im Rest der Saison 2021/22 alle 22 möglichen Spiele in der Liga sowie 2 Spiele im Ligapokal. Zur Folgesaison wurde er an den Absteiger, also erneut in die Championship an den FC Burnley verliehen. Im Sommer 2023 folgte die Leihe zum FC Southampton.

### Nationalmannschaft
Harwood-Bellis durchlief ab 2017 sämtliche Juniorennationalmannschaft Englands ab der U15. Mit der U17 nahm er an der U17-Europameisterschaft 2019 teil, bei der er zweimal zum Einsatz kam und ein Tor schoss. Seit September 2021 gehört er der U21-Nationalmannschaft an und fungiert dort seit März 2022 als Mannschaftskapitän. 2023 führte er die Mannschaft bei der U21-Europameisterschaft an und wurde mit ihr Europameister.

## Erfolge
- U21-Europameister: 2023
- U18 Premier League: 2019, 2020
- FA Youth Cup: 2020